# Henrik Tvede
Henrik Tvede er en dansk guitarist. Han er medlem af Led Zeppelin Jam og Nikolaj & Piloterne. Han var med til at stifte bandet Sorte Penge sammen med Jytte Pilloni og Wili Jønsson.
Henrik Tvede har også spillet sammen med mange andre musikere og grupper, blandt andre Mats Ronander, Cowgirls (Sanne Salomonsen, Lis Sørensen og Tamra Rosanes), Det Fede Net,[kilde mangler] Stenrosen, Shu-bi-dua Henrik Strube, Martin Hall, og The Twinz.

## Privat
Privat bor han med sin kone i Hellerup, med hvem han har to børn.[kilde mangler]
Til daglig arbejder han som folkeskolelærer i Gentofte, hvor han bl.a. underviser i musik og idræt.[kilde mangler]

## Kuriosa
Henrik Tvede er venner med kronprins Frederik, og han har fået Frederik til at spille med på et nummer med Led Zeppelin Jam til en koncert i Pumpehuset i København.